# Villar Focchiardo
Villar Focchiardo là một đô thị ở tỉnh Torino trong vùng Piedmont, có vị trí cách khoảng 35 km về phía tây của Torino, nước Ý. Tại thời điểm ngày 31 tháng 12 năm 2004, đô thị này có dân số 2.041 người và diện tích là 25,6 km².
Villar Focchiardo giáp các đô thị: San Didero, San Giorio di Susa, Borgone Susa, Sant'Antonino di Susa, và Coazze.